# Gehyra australijska
Gehyra australijska (Gehyra australis) – gatunek gada z rodziny gekonowatych (Gekkonidae).
Występuje w północnej Australii. Jest to gatunek głównie nadrzewny, zamieszkujący tereny zadrzewione, w tym lasy przybrzeżne i nadrzeczne. Czasami bywa także spotykany w ogrodach i wśród ludzkich domostw.
Posiada żółtawą skórę z ciemnymi plamami. Długość ciała wynosi 12 cm. Zwierzę często hodowane w terrarium.